# Sphingonotus
Genre
Synonymes
- Wernerella Karny, 1907
- Fortunata Bolívar, 1908
- Pseudosphingonotus Shumakov, 1963
- Jacobsiella Harz, 1975 nec Ruebsaamen 1906
- Granada Koçak & Kemal, 2008

Sphingonotus est un genre d'insectes orthoptères de la famille des Acrididae.

## Distribution
Les espèces de ce genre se rencontrent en Europe, en Asie, en Afrique, en Amérique et en Australie.
En France, outre Sphingonotus caerulans, l'œdipode aigue-marine, on peut trouver Sphingonotus rubescens dans les Pyrénées-Orientales et Sphingonotus uvarovi limité au littoral corse.

## Liste des espèces
Selon Orthoptera Species File (21 octobre 2018) :
- sous-genre Neosphingonotus Benediktov, 1998
  - Sphingonotus azurescens (Rambur, 1838)
  - Sphingonotus canariensis Saussure, 1884
  - Sphingonotus finotianus (Saussure, 1885)
  - Sphingonotus fuerteventurae Husemann, 2008
  - Sphingonotus morini (Defaut, 2005)
  - Sphingonotus pachecoi (Bolívar, 1908)
  - Sphingonotus sublaevis (Bolívar, 1908)
  - Sphingonotus tricinctus (Walker, 1870)
  - Sphingonotus almeriense Llucià Pomares, 2013
  - Sphingonotus angulatus Uvarov, 1922
  - Sphingonotus dentatus Predtechenskii, 1937
  - Sphingonotus nodulosus Llucià Pomares, 2013
  - Sphingonotus paradoxus Bey-Bienko, 1948
  - Sphingonotus pictus Werner, 1905
- sous-genre Parasphingonotus Benediktov & Husemann, 2009
  - Sphingonotus femoralis Uvarov, 1933
  - Sphingonotus radioserratus Johnsen, 1985
  - Sphingonotus turkanae Uvarov, 1938
- sous-genre Sphingonotus Fieber, 1852
  - Sphingonotus caerulans (Linnaeus, 1767)
  - Sphingonotus corsicus Chopard, 1924
  - Sphingonotus gypsicola Llucià Pomares, 2006
  - Sphingonotus lluciapomaresi (Defaut, 2005)
  - Sphingonotus lusitanicus Ebner, 1941
  - Sphingonotus rubescens (Walker, 1870)
  - Sphingonotus willemsei Mistshenko, 1937
  - Sphingonotus africanus (Johnsen, 1985)
  - Sphingonotus albipennis Krauss, 1902
  - Sphingonotus altayensis Zheng & Ren, 1993
  - Sphingonotus amplofemurus Huang, 1982
  - Sphingonotus arenarius (Lucas, 1849)
  - Sphingonotus aserbeidshanicus Ramme, 1951
  - Sphingonotus asperus (Brullé, 1840)
  - Sphingonotus atlanticus (Popov, 1984)
  - Sphingonotus atropurpureus Uvarov, 1930
  - Sphingonotus balteatus (Serville, 1838)
  - Sphingonotus barrizensis Descamps, 1967
  - Sphingonotus basutensis (Dirsh, 1956)
  - Sphingonotus beybienkoi Mistshenko, 1937
  - Sphingonotus brackensis Usmani, 2008
  - Sphingonotus burqinensis Zheng & Yang, 2006
  - Sphingonotus caerulistriatus Zheng & Ren, 2007
  - Sphingonotus candidus Costa, 1885
  - Sphingonotus capensis Saussure, 1884
  - Sphingonotus carinatus Zheng, Li & Ding, 1995
  - Sphingonotus coerulipes Uvarov, 1922
  - Sphingonotus collenettei (Uvarov, 1930)
  - Sphingonotus crivellarii Jannone, 1936
  - Sphingonotus diadematus Vosseler, 1902
  - Sphingonotus ebneri Mistshenko, 1937
  - Sphingonotus elegans Mistshenko, 1937
  - Sphingonotus erlixensis Zheng, Yang, Zhang & Wang, 2007
  - Sphingonotus erythropterus Sjöstedt, 1920
  - Sphingonotus eurasius Mistshenko, 1937
  - Sphingonotus fuscoirroratus (Stål, 1861)
  - Sphingonotus fuscus Predtechenskii, 1937
  - Sphingonotus ganglbaueri Krauss, 1907
  - Sphingonotus glabimarginis Zheng, Yang, Zhang & Wang, 2007
  - Sphingonotus gobicus Chogsomzhav, 1975
  - Sphingonotus guanchus (Johnsen, 1985)
  - Sphingonotus haitensis (Saussure, 1861)
  - Sphingonotus haitiensis (Saussure, 1861)
  - Sphingonotus halocnemi Uvarov, 1925
  - Sphingonotus halophilus Bey-Bienko, 1929
  - Sphingonotus hierichonicus Uvarov, 1923
  - Sphingonotus hoboksarensis Zheng & Ren, 1993
  - Sphingonotus huangi Otte, 1995
  - Sphingonotus hyalopterus Zheng & Cao, 1989
  - Sphingonotus imitans Brunner von Wattenwyl, 1882
  - Sphingonotus insularis (Popov, 1957)
  - Sphingonotus isfaghanicus Predtechenskii, 1937
  - Sphingonotus kashmirensis Uvarov, 1925
  - Sphingonotus kirgisicus Mistshenko, 1937
  - Sphingonotus kueideensis Yin, 1984
  - Sphingonotus lavandulus Popov, 1980
  - Sphingonotus laxus Uvarov, 1952
  - Sphingonotus lipicus Zheng & Hang, 1974
  - Sphingonotus lobulatus Karny, 1910
  - Sphingonotus longipennis Saussure, 1884
  - Sphingonotus lucasii Saussure, 1888
  - Sphingonotus lucidus Mistshenko, 1937
  - Sphingonotus luteus Krauss, 1893
  - Sphingonotus maculatus Uvarov, 1925
  - Sphingonotus maroccanus Uvarov, 1930
  - Sphingonotus menglaensis Wei & Zheng, 2005
  - Sphingonotus micronacrolius Zheng & Ren, 1994
  - Sphingonotus minutus Mistshenko, 1937
  - Sphingonotus miramae Mistshenko, 1937
  - Sphingonotus mongolicus Saussure, 1888
  - Sphingonotus montanus Mistshenko, 1937
  - Sphingonotus nadigi Uvarov, 1933
  - Sphingonotus nebulosus (Fischer von Waldheim, 1846)
  - Sphingonotus nigripennis (Serville, 1838)
  - Sphingonotus nigrofemoratus Huang & Chen, 1982
  - Sphingonotus nigroptera Zheng & Gow, 1981
  - Sphingonotus niloticus Saussure, 1888
  - Sphingonotus ningsianus Zheng & Gow, 1981
  - Sphingonotus obscuratus (Walker, 1870)
  - Sphingonotus octofasciatus (Serville, 1838)
  - Sphingonotus orissaensis Jago & Bhowmik, 1990
  - Sphingonotus otogensis Zheng & Yang, 1997
  - Sphingonotus pamiricus Ramme, 1930
  - Sphingonotus peliepiproct Zheng & Gong, 2003
  - Sphingonotus personatus (Zanon, 1926)
  - Sphingonotus petilocus Huang, 1982
  - Sphingonotus picteti (Krauss, 1892)
  - Sphingonotus pictipes Uvarov & Dirsh, 1952
  - Sphingonotus pilosus Saussure, 1884
  - Sphingonotus punensis Dirsh, 1969
  - Sphingonotus qinghaiensis Yin, 1984
  - Sphingonotus rufipes Predtechenskii, 1937
  - Sphingonotus rugosus (Bland & Gangwere, 1998)
  - Sphingonotus salinus (Pallas, 1773)
  - Sphingonotus satrapes Saussure, 1884
  - Sphingonotus savignyi Saussure, 1884
  - Sphingonotus scabriculus Stål, 1876
  - Sphingonotus sindhensis Bughio, Wagan & Riffat, 2011
  - Sphingonotus somalicus (Johnsen, 1985)
  - Sphingonotus striatus Li & Zheng, 1993
  - Sphingonotus taiwanensis Cao, Shi & Yin, 2016
  - Sphingonotus takramaensis Zheng, Xi & Lian, 1994
  - Sphingonotus taolensis Zheng, 1992
  - Sphingonotus tenuipennis Mistshenko, 1937
  - Sphingonotus theodori Uvarov, 1923
  - Sphingonotus tipicus Zheng & Hang, 1974
  - Sphingonotus toliensis Zheng & Gong, 2003
  - Sphingonotus tristrial Zheng & Wang, 2006
  - Sphingonotus tsinlingensis Zheng, Tu & Liang, 1963
  - Sphingonotus turcicus Uvarov, 1930
  - Sphingonotus turcmenus Bey-Bienko, 1951
  - Sphingonotus tuxeni Ramme, 1952
  - Sphingonotus tzaidamicus Mistshenko, 1937
  - Sphingonotus uvarovi Chopard, 1924
  - Sphingonotus vitreus Saussure, 1888
  - Sphingonotus vosseleri Krauss, 1902
  - Sphingonotus wulumuqiensis Gong, Zheng & Niu, 2005
  - Sphingonotus yamalikeshanensis Gong, Zheng & Niu, 2005
  - Sphingonotus yantaiensis Yin, Xu & Yin, 2012
  - Sphingonotus yechengensis Zheng, Xi & Lian, 1994
  - Sphingonotus yenchihensis Zheng & Chiu, 1965
  - Sphingonotus yunnaneus Uvarov, 1925
  - Sphingonotus zandaensis Huang, 1981
  - Sphingonotus zebra Mistshenko, 1937
  - Sphingonotus zhangi Xu & Zheng, 2007
  - Sphingonotus zhengi Huo, 1994
  - Sphingonotus zhongningensis Cao, Shi & Yin, 2016

## Publications originales
- Fieber, 1852 : Orthoptera Oliv. (et omn. Auct.) Oberschlesiens. Grundlage zur Kenntnis der Orthopteren (Gradflügler) Oberschlesiens, und Grundlage zur Kenntnis der Käfer Oberschlesiens, erster Nachtrag (Schulprogr.). Ratibor, Bogner (publication series), p. 1-19.
- Benediktov, 1998 : On the taxonomy of the tribe Sphingonotini (Orthoptera, Acrididae). Russian Entomological Journal, vol. 6, no 1/2, p. 11-13.
- Benediktov & Husemann, 2009 : To the taxonomy and bioacoustics of grasshoppers of the genus Sphingonotus Fieber, 1852 (Orthoptera, Acrididae, Oedipodinae). Trudy Russkago Entomologicheskago Obshchestva, vol. 80, no 1, p. 21-33.